# Musée d'art régional de Ternopil
 (mai 2023).
Si vous disposez d'ouvrages ou d'articles de référence ou si vous connaissez des sites web de qualité traitant du thème abordé ici, merci de compléter l'article en donnant les références utiles à sa vérifiabilité et en les liant à la section « Notes et références ».
Le musée d'art régional de Ternopil est un musée situé dans la partie centre-nord de Ternopil, en Ukraine. Il a été fondé le 1er mai 1991, sur la base de l'ancienne galerie d'art, un département du musée d'ethnographie régionale. Le musée a pour objectif la recherche sur la conservation, l'éducation (conférences et excursions), l'exposition, le travail méthodique et de restauration. Les collections du musée comprennent des peintures, des graphiques, des sculptures, des objets d'art et d'artisanat. Parmi les objets exposés figurent des icônes du XVIIe au XIXe siècle, des sculptures de Johann Georg Pinsel et d'Anton Osinskyi. L'exposition permanente est basée sur un ordre historique et chronologique et représente l'art de l'Ukraine et de l'Europe occidentale.

## Histoire
Le musée d'art a une longue histoire. Son origine remonte au musée régional de Podil'skyi, qui a ouvert ses portes le 13 avril 1913. Le fondateur du musée était le professeur S. Sorokivskyi. Il a également élaboré le premier guide du musée. Parmi les objets exposés figuraient des œuvres de peinture et de sculpture professionnelles, des tapis et des broderies, des pièces de monnaie et des documents originaux. Pendant la Première Guerre mondiale, les Russes ont détruit la collection.
Le bâtiment détruit a été restauré en 1925. La collection du musée avait un caractère régional et se composait de quatre sections : historique, ethnographique, art moderne (art et artisanat) et nature.
La première salle est consacrée à l'art ukrainien et est divisée en trois sections. La première représente la peinture, la sculpture et les arts graphiques en Galicie au XVIIe siècle et l'art sacré du XIXe au début du  XXe siècle. On peut y voir des œuvres originales du style baroque ukrainien du milieu du XVIIIe siècle : bas-reliefs de J.G. Pinzel, arts plastiques en bois de A. Osynsky, livres imprimés anciens.
La deuxième section présente des documents sur le travail créatif des peintres paysagistes ukrainiens. Enfin, la dernière section présente des peintures d'artistes dont la vie ou le travail créatif est lié à Ternopil.
Dans la troisième salle, on peut voir les arts graphiques de l'Europe de l'Ouest donnés par l'Ermitage (Saint-Pétersbourg, Russie). Les chefs-d'œuvre des artistes italiens, allemands et français sont d'un grand intérêt. Les peintures d'artistes polonais et russes occupent également une place de choix dans l'exposition du musée.
La quatrième salle est la salle commémorative de D. Sholdra, le premier restaurateur du musée. Il a présenté ses 50 tableaux au musée. On peut en voir quelques-unes dans la salle commémorative.
Pour la deuxième fois, le musée a été inauguré le 9 novembre 1930. Le deuxième guide du musée a été publié en même temps. À l'automne 1939, les fonds du musée ont été complétés par de nombreuses œuvres d'art d'Europe occidentale du XVIIe   au   XIXe siècle provenant des collections nationalisées des comtes Potocki et Kozyebrodsky.
Après la Seconde Guerre mondiale, le musée a repris ses activités le 15 juillet 1945.
Au début des années 1960, le musée s'est enrichi d'icônes, de livres historiques, de gravures et de bas-reliefs de J.G. Pinsel. Les œuvres collectées par le musée régional ont constitué la base d'une galerie d'art, qui a ouvert ses portes le 6 mai 1978 dans l'ancienne église dominicaine. L'organisation de la galerie a bénéficié d'une aide considérable de la part du principal musée d'Ukraine et de la gestion des expositions d'art de l'UUA (Union des artistes ukrainiens).
Le musée régional d'art de Ternopil a été fondé le 1er mai 1991, à partir de l'ancienne galerie d'art, un des départements du musée d'ethnographie régionale. En effet, il a été inauguré le 1er juin 1991.
La première exposition d'œuvres d'Andrew Patrick (1919-1990) a été inaugurée le 9 août de la même année (1991). En octobre, l'exposition d'œuvres d'art ukrainiennes et étrangères a été inaugurée.

## Activité et exposition
Les collections du musée au 1er janvier 2009 comptent 8 011 œuvres, dont des peintures - 765, des dessins - 6965, des sculptures - 140, des arts et de l'artisanat - 141. L'exposition permanente est basée sur l'ordre historique et chronologique et représente l'art de l'Ukraine et de l'Europe occidentale.
Parmi les expositions d'art ukrainien, figurent des icônes du XVIIe au XIXe siècle, des sculptures de JG Pinsel et Anton Osinskyi, des portraits, des livres historiques avec des gravures du XVIIIe siècle.
Dioniziy Sholdra, célèbre restaurateur de musée et artiste new-yorkais né à Ternopil, a travaillé au musée d'art de 1993 à 1995. Il a offert au musée 50 peintures et a posé les bases de la restauration.
En septembre 1998 a été inauguré le Memorial Hall D. Sholdry, qui expose des œuvres, des photographies et des documents, des instruments et du matériel de restauration, ainsi que des objets personnels de l'artiste.